# Robert Schumann
Ne doit pas être confondu avec l'homme politique français et « père de l'Europe » Robert Schuman.
Pour les articles homonymes, voir Schumann (homonymie).
Œuvres principales
- Carnaval (1834-1835)
- Davidsbündlertänze (1837)
- Kreisleriana (1838)
- Fantaisie en ut (1839)
- Les Amours du Poète (1840)
- Quintette avec piano (1843)
- Concerto pour piano (1845)
- Concerto pour violoncelle (1850)
- Symphonies nos 1, 2, 3 et 4 (1841, 1846, 1851, 1851)
- Concerto pour violon (1853)

Robert Schumann (/ˈʁoː.bɛʁt ˈʃuː.man/), né le 8 juin 1810 à Zwickau et mort le 29 juillet 1856 à Endenich (aujourd'hui un quartier de Bonn), est un compositeur et pianiste allemand. Sa musique s'inscrit dans le mouvement romantique, qui domine au début du XIXe siècle une Europe en pleine mutation. Compositeur littéraire par excellence, Schumann et sa musique illustrent une composante du romantique passionné. Il est le mari de Clara Schumann, pianiste et également compositrice.

## Biographie

### Jeunesse

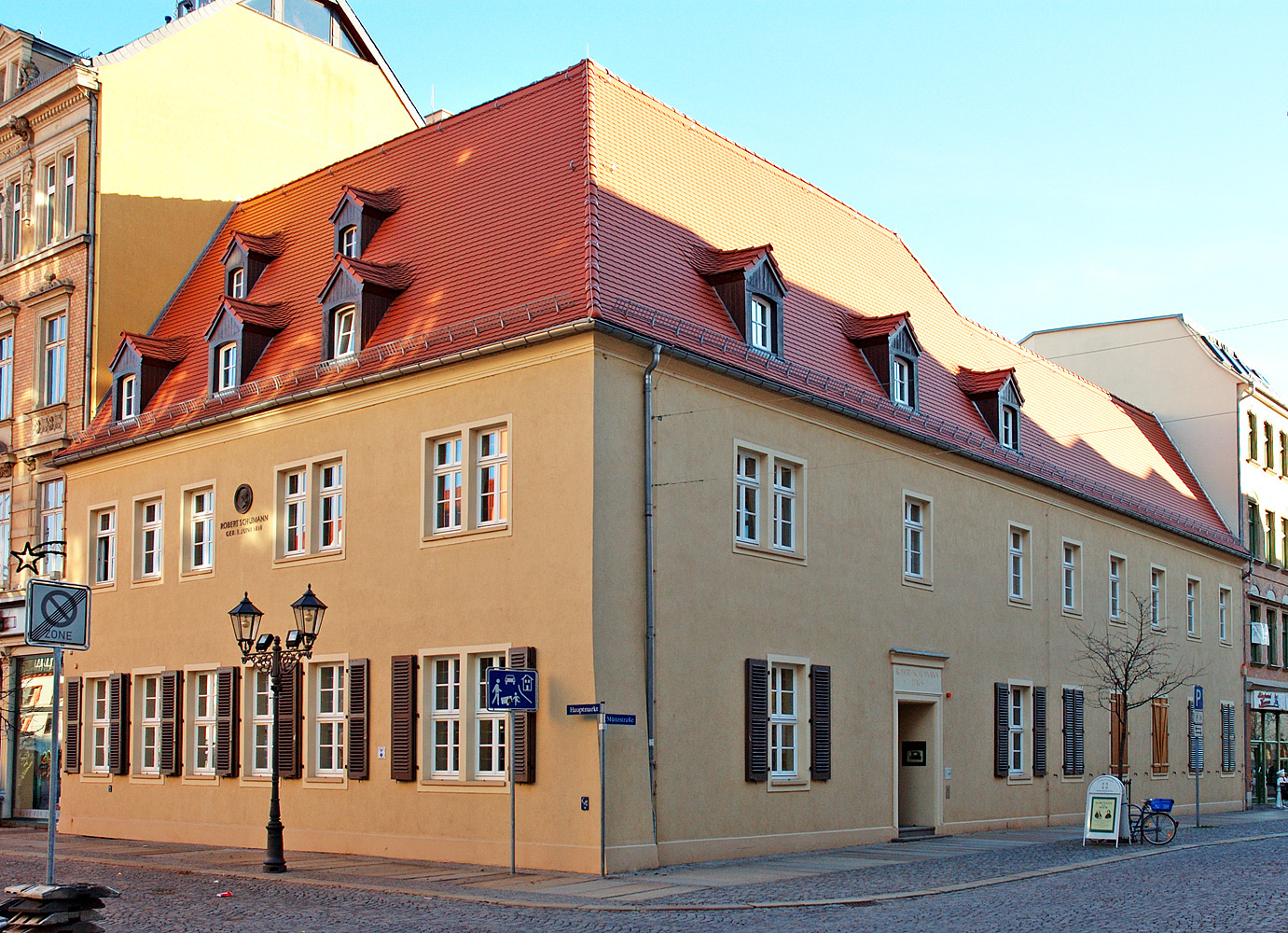
Maison natale (photo de 2005).

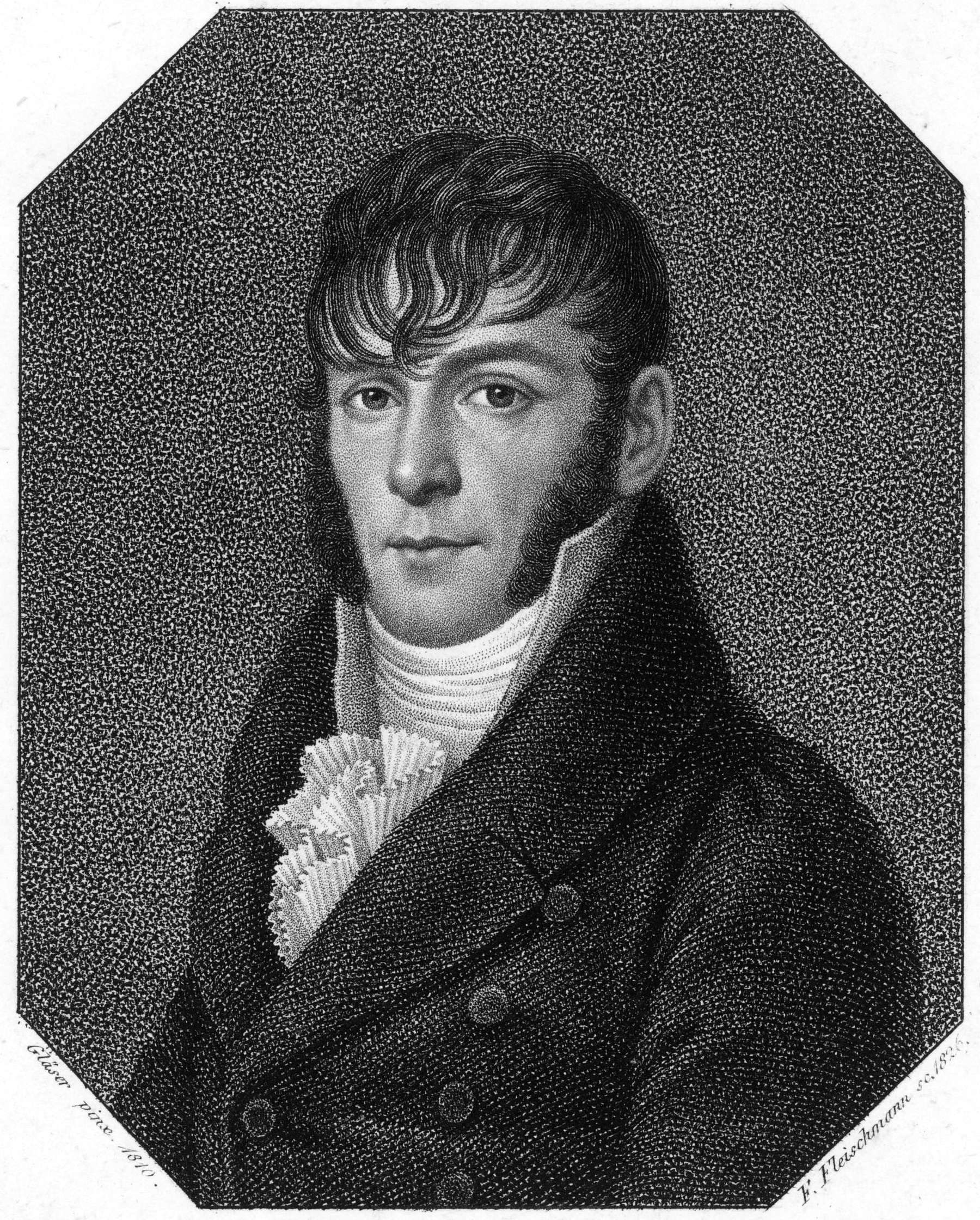
August Schumann, père de Robert Schumann.

Né le 8 juin 1810, à Zwickau, ville du royaume de Saxe, Robert Schumann est le cinquième et dernier enfant d'August Schumann (1773-1826), libraire, éditeur, mais aussi écrivain et de Christiane Schnabel (1767-1836). Il avait quatre frères et sœur : Eduard (1799-1839), Carl (1801-1849), Julius (1805-1833) et Emilia (1796-1825).
August Schumann se fit remarquer par la publication entre autres d'une série consacrée aux classiques anglais, français, italiens et espagnols en langue originale et en traduction. En particulier, il traduit et introduit en Allemagne Byron et Walter Scott. Il est lui-même un « sturm und dranger ».
Son fils Robert effectue sa scolarité dans une école privée puis au lycée de Zwickau, où il apprend le latin, le grec et le français. Il reçoit ses premiers cours de piano de l'organiste de la cathédrale, Johann Gottfried Kuntsch. Il participe à plusieurs concerts. Son père l'emmène entendre Moscheles à Karlsbad : Robert est tout enthousiasmé et veut un piano. Robert Schumann s'intéresse beaucoup à la littérature, écrit des textes dans le style de Jean-Paul Richter (plus connu sous le nom de Jean Paul) comme Divers écrits de Robert de la Mulde ou Soirées de Juin et jours de Juillet.
Il commence à composer relativement tôt. Le musée Schumann de Zwickau conserve sa première œuvre intitulée – en français – « Le psaume cent-cinquantième », composée en 1822. En 1825, sa sœur aînée Emilia se suicide. Peu après, son père meurt en 1826. En 1828, après avoir obtenu son Abitur (certificat de maturité, fin d'études secondaires), le jeune Robert va, sur décision de sa mère et de son tuteur, étudier le droit à l'université de Leipzig.
Leipzig, qui compte à l'époque 41 000 habitants, est la deuxième ville de Saxe après Dresde, la capitale. C'est la ville des foires internationales, et aussi la ville du livre et des éditeurs (Brockhaus, Reclam, Breitkopf & Härtel, ces derniers publient également de la musique). L'orchestre du Gewandhaus donne des concerts de très haut niveau, loin de ce que Schumann a pu connaître jusqu'alors. Bien qu'il s'en défende dans ses lettres à sa mère, Schumann est peu assidu dans ses études et fréquente plutôt les sociétés musicales et philosophiques de la ville.
C'est dans ces salons qu'il rencontrera le facteur de pianos Friedrich Wieck. Wieck, ambitieux et âpre au gain, avait mis au point une nouvelle méthode d'apprentissage du piano. Il comptait de nombreux élèves, au premier rang desquels sa fille Clara, née en 1819, qu'il formait pour être l'une des enfants prodiges les plus brillantes de son temps : elle paraît en concert au Gewandhaus pour la première fois à l'âge de 9 ans, en octobre 1828, et avait déjà publié ses quatre polonaises demeurées célèbres, entre l'âge de 9 et 11 ans.
Robert, qui a 18 ans, décide de devenir l'élève de Wieck et prend des cours de piano, d'harmonie et de contrepoint. Il compose entre autres des polonaises pour piano à quatre mains et des lieder.
À Pâques 1829, il décide de s'installer à Heidelberg pour bénéficier de son climat culturel, et mettre de l'ordre dans ses études. Il en profite pour entreprendre, en août et septembre, un voyage en Suisse, mais aussi en Italie, destination obligée des intellectuels allemands de l'époque. Il est impressionné par le théâtre de la Scala, mais moins par la musique qu'on y joue, notamment celle de Gioacchino Rossini. Le 30 juillet 1830, il confie par lettre à sa mère sa résolution de se consacrer à la musique. Il a 20 ans.

### Les débuts: piano et premières amours

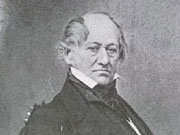
Friedrich Wieck. Père de Clara Wieck.

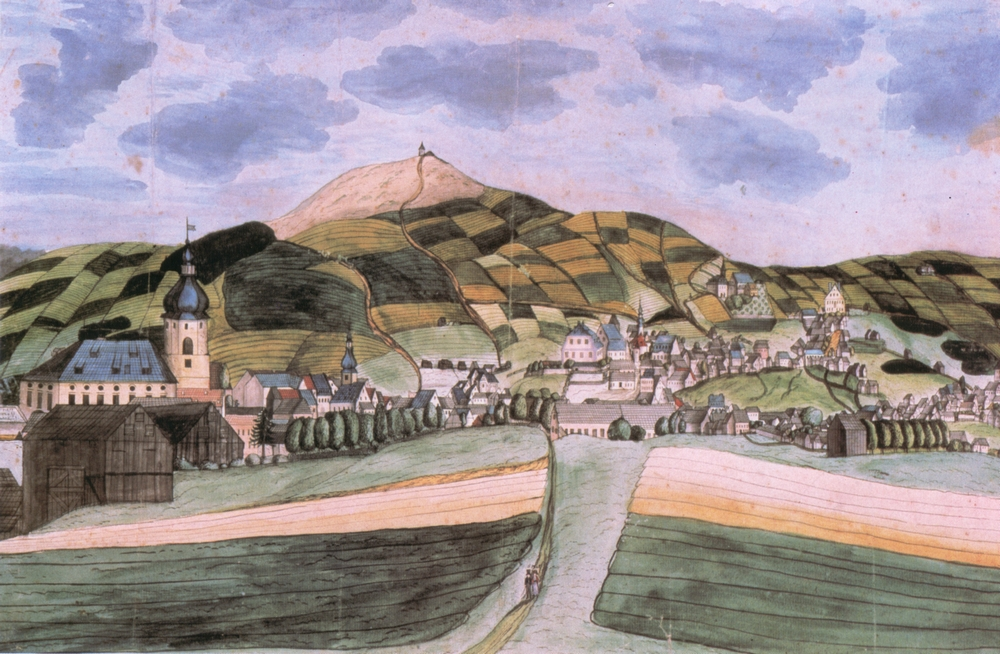
Asch en 1825.

Wieck rassure Christiane Schumann en lui promettant de faire de son fils « en trois ans l'un des plus grands pianistes vivants, plus spirituel et chaleureux que Hummel, plus grandiose que Moscheles », et Schumann emménage pour un temps chez son professeur. Il travaille avec acharnement mais se plaint déjà de « douleurs infinies dans le bras ». Bientôt, il se plaindra d'une paralysie de la main droite qui le contraindra à abandonner la carrière de virtuose, sans grands remords il est vrai.
La « paralysie » de Schumann n'a pas encore été tirée au clair. Le compositeur lui-même l'a attribuée à un appareil de son invention pour stimuler la dextérité. Cet appareil, dont nous n'avons aucune description (Schumann l'appelle Cigarrenmechanik), peut avoir occasionné une tendinite qu'il traite avec des bains et des compresses, puis par homéopathie. Par la suite, Schumann ne se servira pas de son index droit pour jouer au piano, et non du majeur ou de l'annulaire qui lui posaient des problèmes en 1830. Le problème peut être éventuellement dû au traitement d'une maladie vénérienne (cf. infra) ou à une dystonie, semblable à celle dont a souffert le pianiste Leon Fleisher.
À cette époque (1831-1832), il a une liaison avec une certaine Christel Mc Garten, à qui il donnera le surnom de « Charitas ». Il contracte auprès d'elle une infection vénérienne, qui lui fera dire le 19 février 1855 « En 1831 j'ai été infecté syphilitiquement et traité à l'arsenic ». La syphilis serait-elle la cause de son déclin ultérieur, aboutissant au stade de paralysie générale? L'hypothèse a été maintes fois avancée, mais il faut la relativiser car, à l'époque, on ne faisait pas clairement la distinction entre les maladies vénériennes. Schumann lui-même note dans son journal : « des douleurs qui me mordent et me rongent […] un lion entier qui me déchire ». Or, le chancre syphilitique est indolore.
Il publie ses premières œuvres, pour piano : Variations sur le nom d'Abegg op. 1, Papillons op. 2, Études d'après des caprices de Paganini op. 3.
Les tendances de Schumann à l'hypocondrie et à la dépression seront accentuées par la mort de sa belle-sœur Rosalie, puis de son frère Julius, et enfin par l'épidémie de choléra qui sévit en Allemagne au cours de l'année 1833.
Le 3 avril 1834, il lance  la Neue Zeitschrift für Musik, revue – qui existe toujours – où il part en guerre contre les « philistins », gardiens d'un ordre musical rétrograde. Y interviennent les membres des « Compagnons de David » (Davidsbund), société fictive où l'on retrouve entre autres Friedrich Wieck (maître Raro), sa fille Clara (Zilia) et Schumann lui-même, dédoublé en Eusebius, rêveur introverti, et Florestan, passionné et combatif. Dans les Davidsbündlertänze op. 6 (« danses des compagnons de David ») et dans les Fantasiestücke opus 12, il met en scène les personnages de cette comédie. L'introverti et peu loquace Schumann se révèle un critique musical brillant, alternant l'humour, le sarcasme, l'éloge. Ses articles sur Schubert, Berlioz, Chopin… restent des modèles de critique poétique, d'autres comme ceux qu'il écrit sur Meyerbeer, sont d'une ironie et d'une virulence rares.
En 1834, Schumann se fiance avec Ernestine von Fricken, fille d'un riche baron de Bohême et élève de Friedrich Wieck. Les fiançailles seront rompues en moins d'un an — entre autres parce qu'Ernestine, fille adoptive, ne peut prétendre à l'héritage – mais cet épisode nous vaut deux grandes œuvres. Le Carnaval, op. 9 fait référence à la ville d'Ernestine, Asch ; la séquence A-Es-C-H (la—mi –do–si) détermine la première partie, As-C-H (la  —do — si) est intégrée dans la seconde. Ernestine elle-même est évoquée sous le nom d’Estrella, et Clara Wieck sous celui de Chiarina. L'œuvre se termine par la marche des Davidsbündler contre les philistins. Une marche analogue conclut les Études symphoniques, op. 13, variations sur un thème du baron von Fricken, le père d'Ernestine.

### Robert Schumann et Clara Wieck

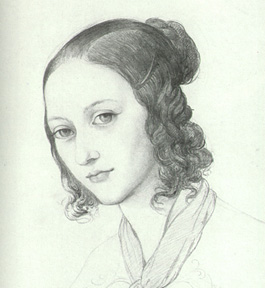
Clara Wieck à seize ans.

Entre-temps Clara Wieck, la petite fille d'autrefois, est devenue une jeune femme reconnue et adulée. L'admiration de la jeune fille pour le « cher Monsieur Schumann » et l'affection de Robert pour la jeune pianiste se transforment peu à peu en passion, et le premier baiser est échangé fin novembre 1835. Les années qui suivent voient s'épanouir une romance. Alors que Schumann, dans ses écrits et ses compositions, prend plaisir à faire intervenir l'imaginaire dans le réel (les Davidsbündler sont traités comme des personnes réelles ; Eusebius et Florestan apparaissent tantôt comme auteurs tantôt comme compositeurs), dans la vie des deux jeunes gens la réalité prend l'apparence de la fiction : un grand roman d'amour romantique. N'y manquent ni les lettres enflammées, ni les baisers volés, ni les serments passionnés. N'y manquent pas non plus les épreuves à surmonter. En effet, Friedrich Wieck voit d'un mauvais œil une liaison qui pourrait compromettre la carrière de sa fille, d'autant plus que Robert n'a pas de revenu assuré et fréquente assidûment les auberges. Wieck interdit aux amoureux de se voir, éloigne Clara à Dresde, l'emmène ou l'envoie en tournée dans toute l'Allemagne, à Vienne, à Prague… Belle occasion pour échanger une correspondance abondante où Schumann et Clara peuvent déployer leur talent d'écrivains.

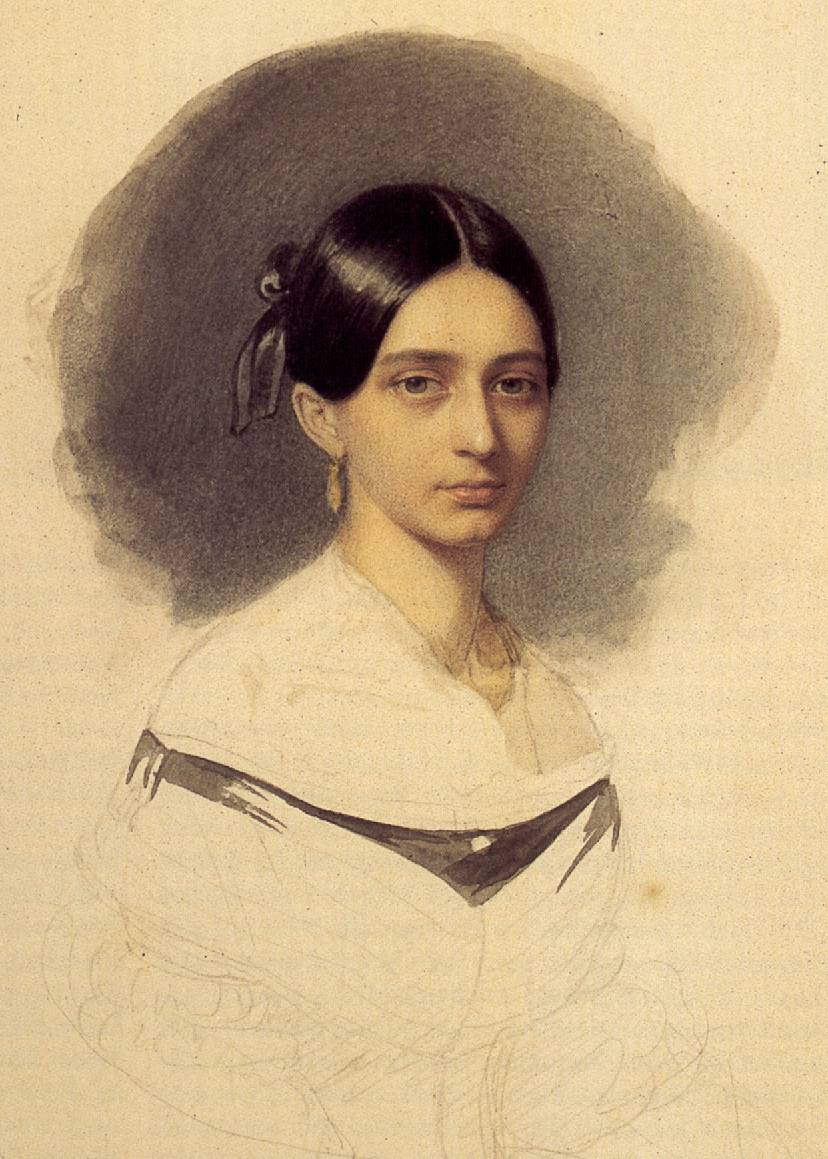
Clara Wieck avant le mariage.

Le 13 septembre 1837, Schumann demande officiellement la main de Clara et essuie un refus brutal. La correspondance continue, Wieck a recours au chantage affectif, à l'intrigue, à la calomnie. Tout cela ne fait qu'intensifier le roman d'amour. Cette période est reflétée dans de nouvelles grandes œuvres pour piano. Dans la Fantaisie op. 17 (appelée initialement Clara-Fantasie) dont Schumann voulait employer les revenus pour contribuer à l'érection d'un monument à Beethoven, il cite le cycle de lieder À la Bien-aimée lointaine de ce dernier ; les Kreisleriana mêlent hommage à E. T. A. Hoffmann et architecture élaborée où interviennent des sentiments contrastés.
Puisque Wieck ne veut consentir à un mariage que si le couple vit en dehors de la Saxe, Robert part pour Vienne en novembre 1838 où Clara est déjà une Kammervirtuosin. Il tente d'y établir sa revue musicale, mais capitule devant la censure de Metternich et de son chef de police Sedlnitzky. Il rentre à Leipzig en avril 1839. Mais il aura toutefois pu rencontrer Ferdinand Schubert, le frère de Franz Schubert, qui lui confie divers manuscrits schubertiens, ainsi qu'une copie de la Grande Symphonie en ut majeur. Schumann sera l'artisan de la première exécution de la symphonie par le Gewandhaus de Leipzig dirigé par Felix Mendelssohn et lui consacrera un article enthousiaste dans la Neue Zeitschrift für Musik. La découverte de la Symphonie en ut représente une étape importante dans le développement de la symphonie romantique. Elle permet en quelque sorte de sortir de l'impasse beethovenienne et ouvre de nouvelles voies que Schumann sera le premier à parcourir.
À l'automne 1839, à Paris, Clara (défendue par son avocat) et Robert portent plainte contre Wieck pour refus de consentement de mariage. Schumann parvient à convaincre le tribunal de la solidité de ses finances, présente des certificats de moralité et le titre de docteur que l'université d'Iéna lui a conféré le 24 février 1840. Le jugement favorable est rendu le 1er août 1840 et le mariage a lieu à Schönefeld le 12 septembre, la veille du vingt-et-unième anniversaire de Clara. Celle-ci étant mineure le jour du mariage, Robert peut disposer de ses biens. En avril 1841, Wieck sera condamné dans le procès en diffamation que Schumann lui a intenté.
À cette époque Schumann est très actif pour la propagation de la musique contemporaine dans ses écrits. Il noue des liens d'amitié avec Mendelssohn, rencontre Frédéric Chopin en octobre 1835 et Franz Liszt en 1837.

### Les années de Leipzig: Lieder, premières compositions orchestrales

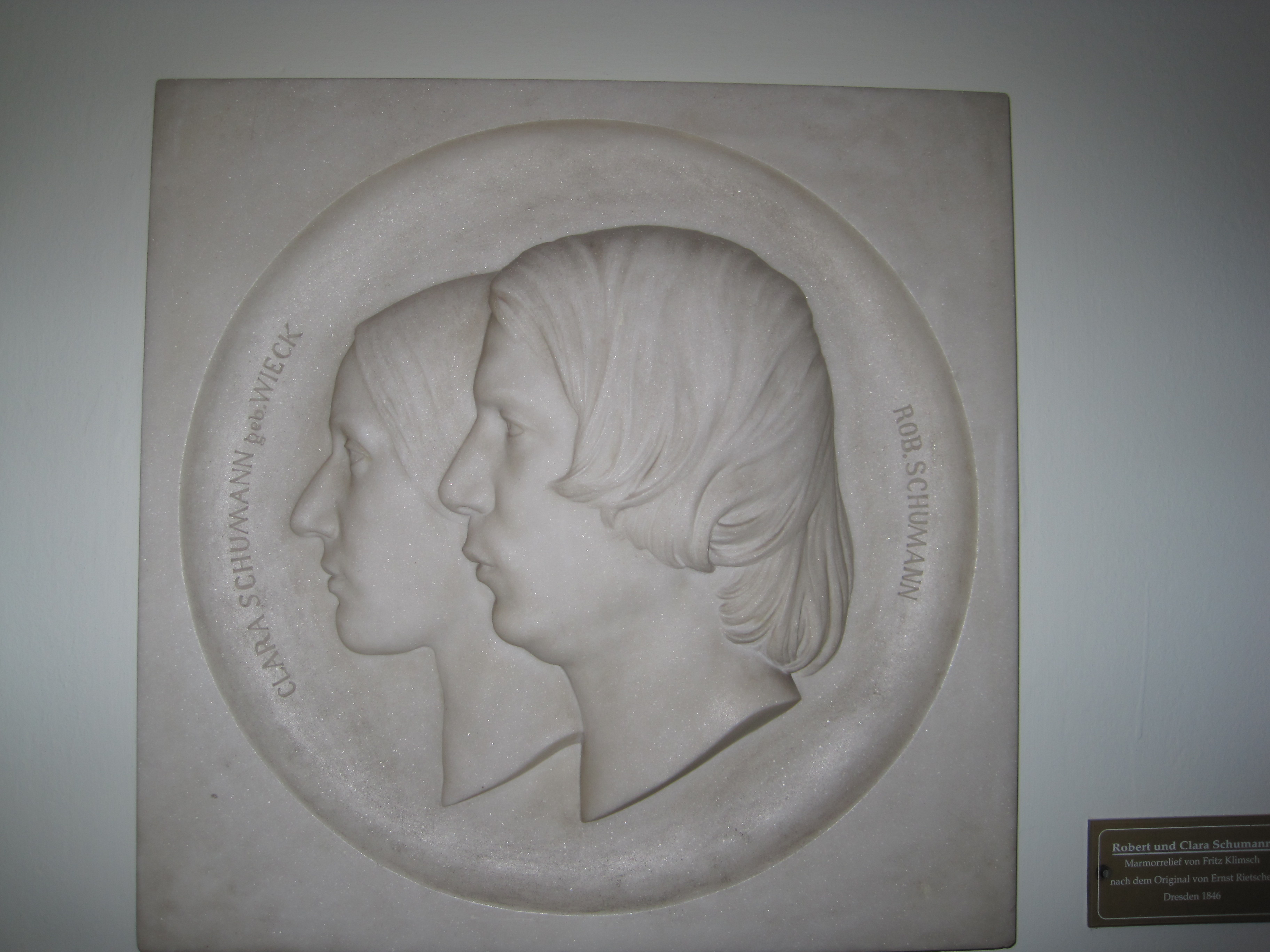
Clara et Robert Schumann.

Felix Mendelssohn en 1846.

L'année 1840 voit le début d'une nouvelle phase créatrice pour Schumann avec la composition de cent trente huit lieder. Alors que ses compositions précédentes pour piano étaient peuplées de son seul imaginaire, il s'ouvre à l'imaginaire des poètes. La perspective du mariage avec Clara élargit sa fantaisie créatrice et le voyage à Vienne l'a mis en contact direct avec la création de Schubert. En outre, ses compositions pour le piano n'ont pas été un énorme succès commercial et les lieder promettent des rentrées plus importantes. Ceci donne Myrthen op. 25, recueil de 26 lieder sur des textes d'auteurs divers qu'il mettra dans la corbeille de noces de Clara, les Liederkreis, op. 24 sur des textes de Heine, op. 35 sur des textes de Justinus Kerner, op. 39 sur des textes d'Eichendorff, L'Amour et la Vie d'une femme sur des textes de Chamisso op. 42, Les Amours du poète sur des textes de Heine, op. 48… Le Liederfrühling, op. 37 sur des textes de Rückert comprendra quatre lieder composés par Clara.
Le couple s'installe dans sa vie conjugale. Robert compose, effectue le travail d'éditeur de sa revue (il écrit des critiques, entretient un réseau de correspondants en Allemagne et à l'étranger, dirige la publication). En 1843, il enseigne au conservatoire de Leipzig, créé par Mendelssohn. Clara s'occupe du foyer, parfait sa culture générale négligée durant ses années d'enfant prodige en lisant Goethe, Shakespeare, Jean Paul, étudie les œuvres de Bach, Beethoven, Chopin et bien sûr de Schumann. Elle réalise les réductions pour piano de ses œuvres orchestrales, compose quelques pièces pour piano. Les Schumann font salon, organisent des concerts et des lectures, reçoivent…
En 1841, Schumann écrit sa première symphonie, la Symphonie du printemps, op. 38, qui sera créée par Felix Mendelssohn à la direction de l'Orchestre du Gewandhaus de Leipzig, l’Ouverture, Scherzo et Finale pour orchestre op. 52, une Fantaisie pour piano et orchestre qui, quatre années plus tard, sera complétée de deux mouvements pour devenir le Concerto pour piano, op. 54, une symphonie en ré mineur qui, réorchestrée, deviendra la Quatrième Symphonie, op. 120.
Si 1841 était consacrée à l'orchestre, il aborde la musique de chambre en 1842. De cette année-là datent les Trois quatuors à cordes, op. 41, dédiés à Mendelssohn, le Quintette avec piano op. 44, le Quatuor avec piano, op. 47. En 1843 il compose Le Paradis et la Péri op. 50, oratorio profane pour soli, chœur et orchestre d'après la légende hindoue Lalla Rookh de Thomas Moore qui sera de son vivant, avec sa première symphonie, son plus grand succès. La première à Leipzig le 4 décembre 1843 est aussi la première apparition de Schumann en tant que chef d'orchestre. C'est un succès, bien que le compositeur myope et peu autoritaire ait du mal à contrôler l'orchestre. La soprano Livia Frege écrit à Clara « Si seulement votre cher mari pouvait se décider à quereller un peu et à réclamer une plus grande attention, cela irait certainement plus facilement ». Après la première de Dresde Friedrich Wieck, impressionné, propose la réconciliation.
Clara réduit son activité de concertiste. Elle effectue tout de même des tournées, en Allemagne du Nord accompagnée par Robert puis seule au Danemark en 1842, en Bohême… Bien que les revenus du compositeur Schumann augmentent sensiblement, les dépenses sont grandes et les tournées aident à renflouer les caisses. En janvier 1844, les Schumann partent pour une tournée de quatre mois en Russie. Schumann y trouve le moyen de satisfaire sa curiosité intellectuelle mais considère dégradant son rôle de « mari de la pianiste ». En outre sa santé empire. Il est sujet à des phobies, des crises d'angoisse, des vertiges, qui s'accentuent au cours des voyages.
Au retour de Russie les symptômes s'aggravent et à l'automne 1844, il sombre dans une profonde dépression, accompagnée des symptômes déjà connus et d'un acouphène qui reviendra par la suite.

### Les années de Dresde

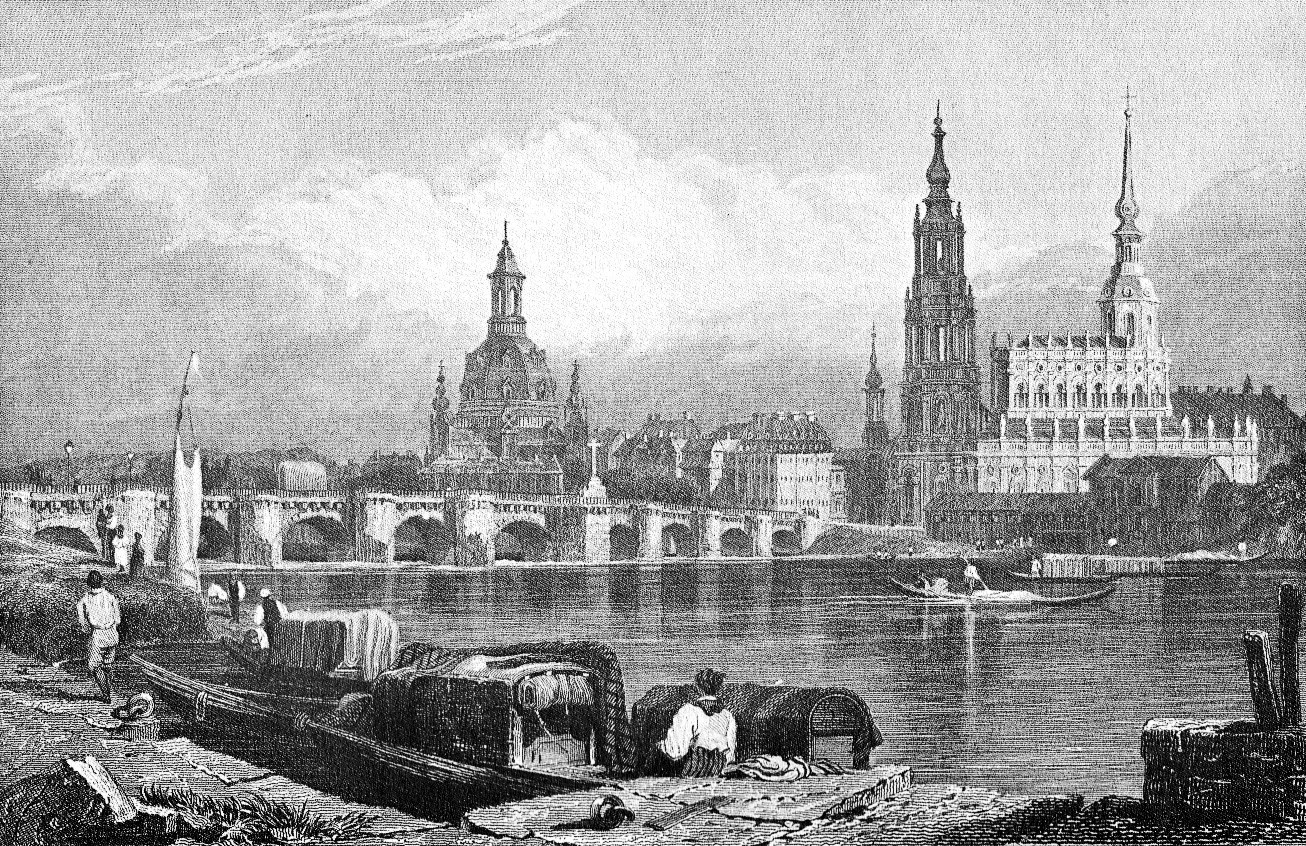
Dresde vers 1850.

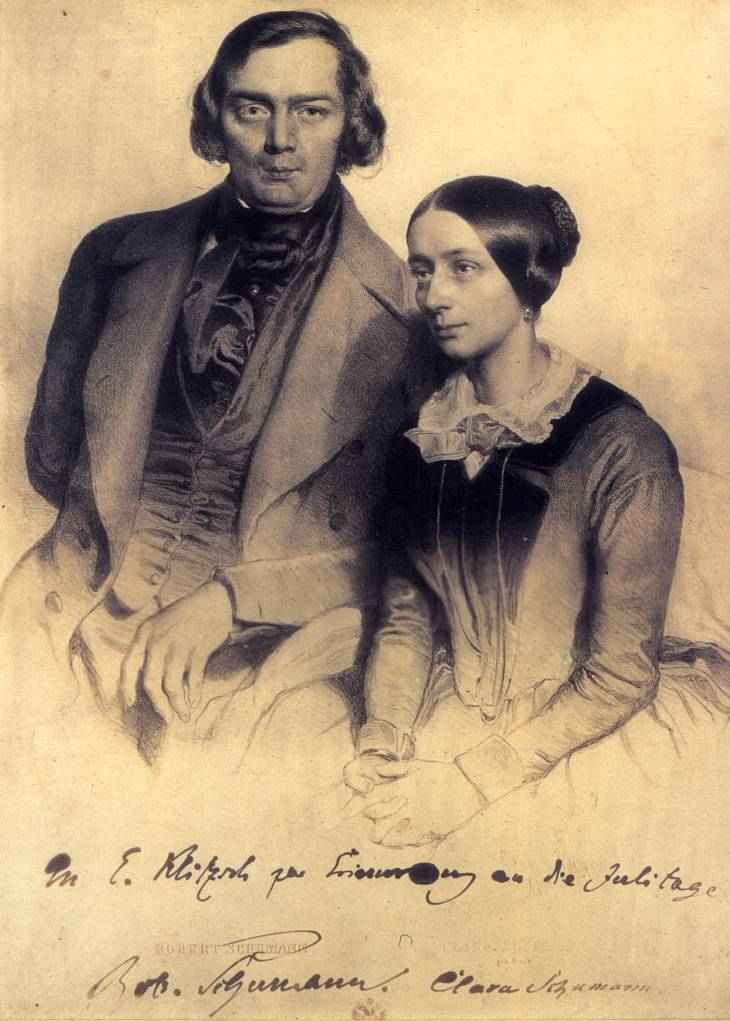
Robert et Clara Schumann
en 1847.

La succession de Mendelssohn à la tête du Gewandhaus de Leipzig est confiée au compositeur danois Niels Wilhelm Gade, en dépit des aspirations de Schumann. Il se sépare de la Neue Zeitschrift für Musik et le couple décide de s'installer à Dresde, où il emménage le 11 décembre 1844. Clara dispose maintenant d'un salon de musique à elle où elle peut répéter sans déranger Robert. Il reprend, conjointement avec Clara, l'étude de Bach.
Bien qu'elle soit capitale du royaume de Saxe et, en dépit de sa riche architecture baroque, Dresde est, comparée à Leipzig, une ville provinciale sur le plan culturel. Elle n'a même pas de salle de concert permanente. On y organise des concerts privés, on se rencontre entre artistes. Richard Wagner, qui avait cherché à se faire connaître du critique influent de Leipzig, est un interlocuteur fréquent, particulièrement en politique. La santé de Schumann s'améliore mais reste fragile. Sa popularité de compositeur s'accroît, même en dehors de l'Allemagne. En 1848 Le Paradis et la Péri sera joué à New York.
Il accompagne Clara dans des tournées à Vienne, à Berlin, en 1846, mais elle ne rencontre plus ses succès d'enfant prodige. En 1847 la mort de Félix Mendelssohn est un choc. En mai 1849, la révolution de 1848 atteint Dresde. La famille Schumann quitte la ville de manière rocambolesque et se réfugie jusqu'à la mi-juin à Kreischa. En novembre 1849 Ferdinand Hiller qui était parti de Dresde pour Düsseldorf en 1847, part pour Cologne et propose Schumann comme son successeur.
À Dresde, Schumann compose des fugues et des pièces pour piano à pédalier, mais aussi des chœurs pour l'ensemble qu'il reprend d'Hiller en 1847. Il termine en 1845 son Concerto pour piano, op. 54, compose en 1846 sa Deuxième Symphonie en ut majeur, op. 61, son Premier Trio, op. 63 en 1847.
1848 voit l'achèvement de son unique opéra, Genoveva, qui ne remportera qu'un succès d'estime, et de Manfred, mélodrame pour voix parlée, chœur et orchestre d'après le poème de Byron.
1849 est l'occasion d'une nouvelle explosion créatrice dans tous les genres: lieder, musique pour piano, musique de chambre, ensembles vocaux, chœurs. Cette année-là, l'Allemagne célèbre le centenaire de Goethe ; c'est pour Schumann l'occasion de terminer ses Scènes de Faust commencées en 1844. La révolution se verra évoquée par les Marches, op. 76.
Quatre de leurs enfants sont nés à Dresde. Schumann s'intéresse aussi aux enfants dans ses compositions avec l’Album pour la jeunesse, op. 68 (qui contient entre autres le Gai laboureur), l'Album de lieder pour la jeunesse, op. 79 (composé pendant la révolution) et Douze pièces à quatre mains pour petits et grands enfants, op. 85.

### L'apogée et le crépuscule

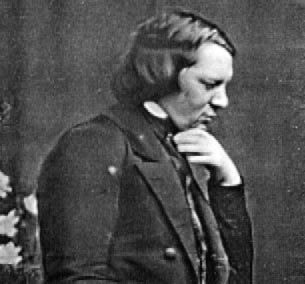
Robert Schumann, d'après un daguerréotype de 1850.

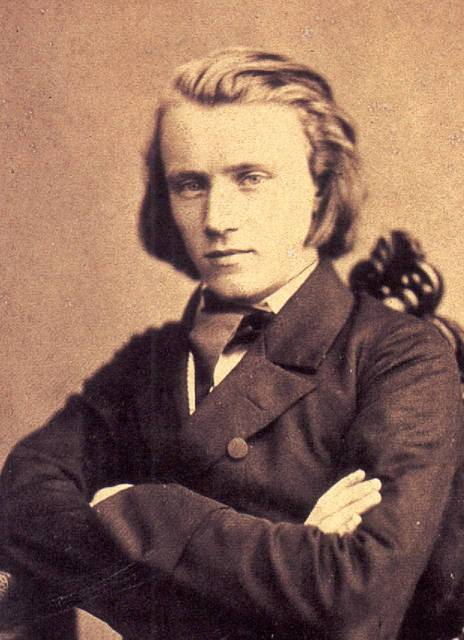
Johannes Brahms vers 1853.

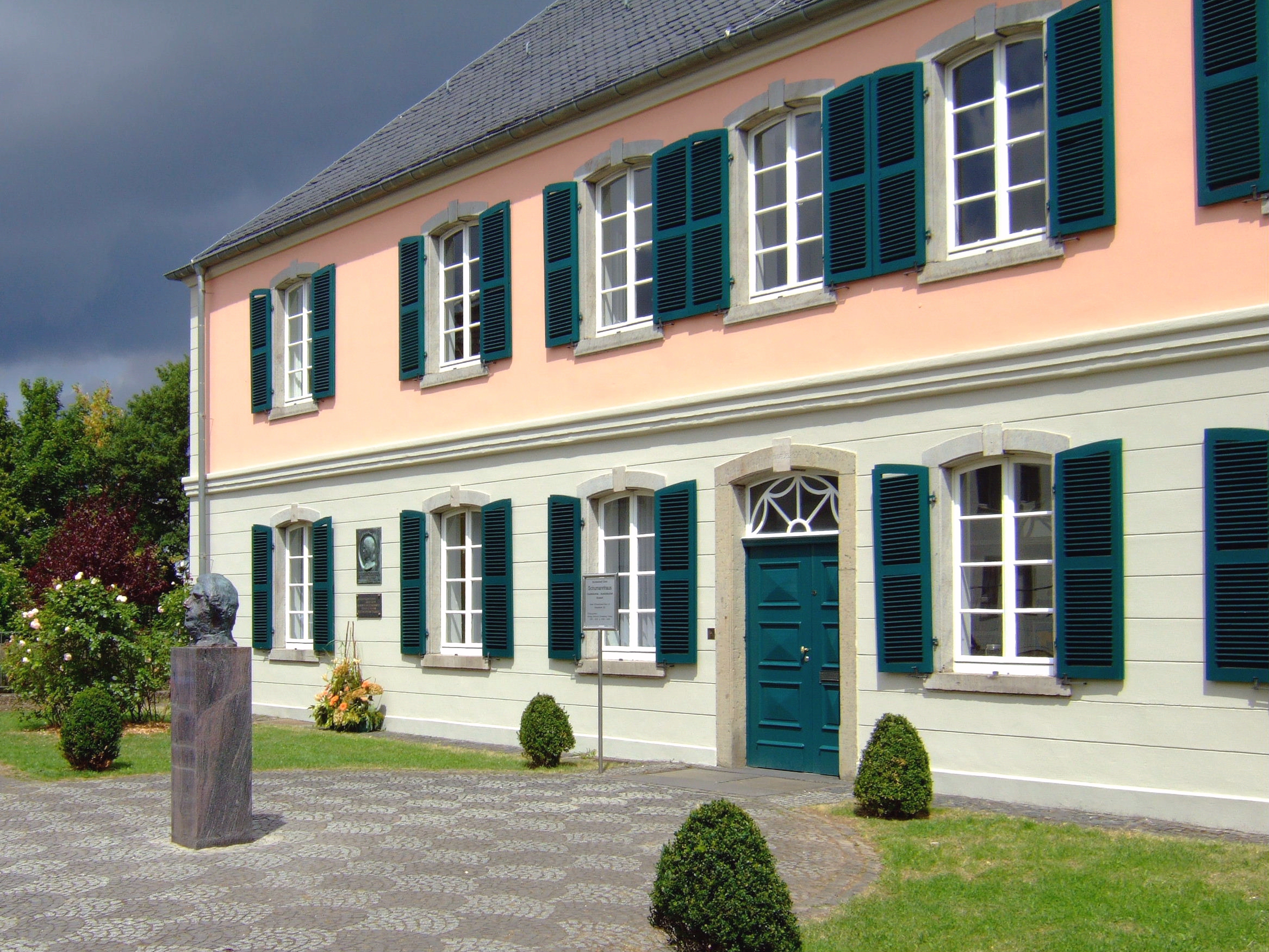
L'asile d'Endenich aujourd'hui.

La proposition de Düsseldorf offre à Schumann le prestige d'une position de Generalmusikdirektor et un revenu annuel de 750 thalers. Pour Clara c'est la perspective de reprendre une activité régulière de concertiste.
Pour la ville c'est la perspective d'engager un compositeur célèbre, et aussi d'avoir « deux artistes pour le prix d'un ». Les Schumann emménagent le 2 septembre 1850.
La ville fait un accueil chaleureux aux deux musiciens et les débuts de Robert Schumann à la tête de l'orchestre sont concluants dans sa première saison où a lieu, le 6 février 1851, la brillante première de sa troisième symphonie, la Symphonie « Rhénane », op. 97, mais son peu d'aptitude à la direction d'orchestre va vite amener une situation de conflit. Il manque d'autorité, sa battue est peu claire, il s'exprime d'une voix faible et peu intelligible, les répétitions l'épuisent et il doit les interrompre fréquemment. Malgré le soutien de Clara Schumann qui tente de pallier ses défaillances, Schumann a de plus en plus de mal à diriger un orchestre avec un chœur composé en grande partie d'amateurs et qui, livrés à eux-mêmes, entrent en quasi-rébellion.
Les critiques enflent. À l'été de 1852 ses troubles le reprennent, l'acouphène revient, et il doit laisser la baguette à son assistant Tausch jusqu'en décembre. Le festival de Rhénanie, qui se tient en mai 1853 à Düsseldorf, et pour lequel Schumann doit partager la baguette avec son prédécesseur Hiller et Tausch, est un succès mitigé. Il dirige sa Quatrième Symphonie avec succès mais le clou du festival est le concert Beethoven dirigé par Hiller avec en soliste le jeune virtuose Joseph Joachim qui deviendra un ami du couple Schumann.
Les troubles le reprennent l'été suivant, accentués de douleurs rhumatismales et de lombalgie. En août apparaissent des troubles de la parole. Le 30 septembre Johannes Brahms se présente aux Schumann et leur joue ses premières compositions. Ils l'accueillent avec enthousiasme. En octobre Schumann compose les Contes, op. 132, pour clarinette, alto et piano et les Chants de l'aube, op. 133 pour piano. Le 27 octobre la première de la Fantaisie pour violon, op. 131 avec Joachim en soliste est le dernier concert qu'il dirige à Düsseldorf. À la proposition de ne diriger que ses propres œuvres et de laisser le reste à Tausch, Schumann répond par un « ultimatum » qui correspond de facto à une démission, laquelle ne deviendra effective qu'en octobre 1854.
Une tournée Schumann/Schumann en Hollande est un succès. En janvier 1854 les Schumann retrouvent Joachim et Brahms à Hanovre. De retour à Düsseldorf, son acouphène le reprend et le 17 février tourne en hallucinations acoustiques. Dans ses hallucinations il entend un thème qu'il note et sur lequel il compose les Variations des esprits (Geistervariationen) les jours suivants. Le 27, il sort de chez lui, en pantoufles, et, après avoir traversé Düsseldorf sous la pluie, se jette dans le Rhin. Clara se réfugie avec ses enfants chez une amie et le 4 mars Robert est conduit à l'asile du Dr Richarz à Endenich, près de Bonn, dont il ne sortira plus.
Pendant l'été 1854 il se repose, lit, effectue de nombreuses promenades à pied dans les environs en compagnie d'un gardien. Il attend en vain des nouvelles de Clara qui ne lui communique même pas la naissance de son fils Felix le 11 juin. Elle lui écrit une première lettre en septembre.
Durant la période suivante son état s'améliore. Il reçoit des visites, de Brahms, de Joachim, de Bettina von Arnim. Jusqu'en juillet 1855 il entretient une correspondance abondante et s'occupe de l'édition de ses œuvres, compose des accompagnements de piano pour les Caprices de Niccolò Paganini, un prélude de choral et d'autres œuvres qui seront détruites par la suite. Après sa visite à Robert en mai 1855, Bettina écrit à Clara que selon elle le compositeur a été atteint seulement d'une « crise nerveuse » et qu'on doit le sortir au plus tôt de l'asile.

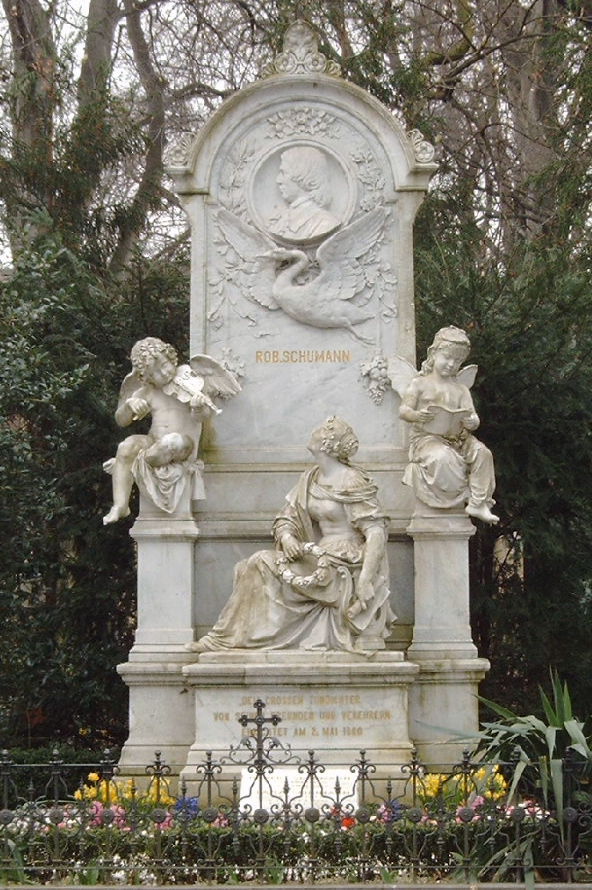
Tombe de Robert et Clara Schumann
au vieux cimetière de Bonn.

Clara rencontre alors le Dr Richarz et lui expose qu'il n'est pas question de faire rentrer un Robert « à demi-guéri » à la maison. Le déclin de celui-ci s'accentue lorsqu'il se rend compte qu'il n'a plus d'espoir de sortir. Il écrit sa dernière lettre à Clara le 5 mai. À partir du printemps 1856 il refuse la nourriture. Les 16 et 17 avril 1856 il brûle les lettres de Clara et d'autres papiers personnels. Le 23 juillet 1856, Robert est mourant. Clara se décide finalement à le revoir. « Il me sourit, écrira-t-elle, et d'un grand effort m'enserra dans ses bras. Et je ne donnerais pas cette étreinte pour tous les trésors du monde ». Le 29 juillet, dans l'après-midi, Robert Schumann meurt des suites d'une cachexie.

## Descendance

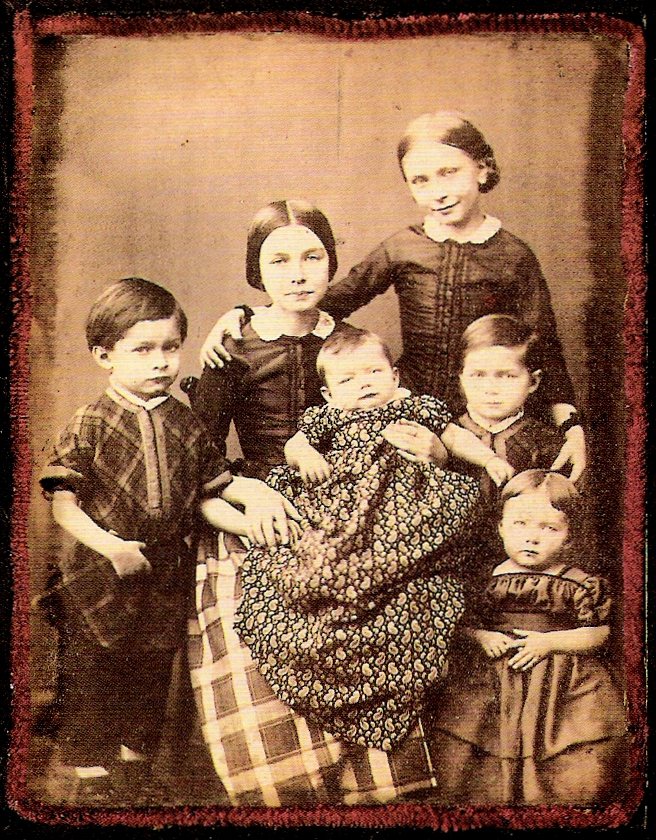
Les enfants Schumann en 1854. De gauche à droite : Ludwig, Marie, Felix (au centre), Elise, Ferdinand et Eugenie.

Robert et Clara Schumann ont eu huit enfants :
- Marie (1841-1929), assistante de sa mère dans ses tournées de concerts et son activité pédagogique. Elle supervisera la biographie de Clara par Bertold Litzmann, exerçant une censure tatillonne[22]. Elle passera la fin de sa vie à Interlaken où elle est inhumée ;
- Élise (1843-1928), professeur de piano à Francfort. Elle se marie en 1877 avec le négociant Louis Sommerhoff avec qui elle aura quatre enfants. Le couple émigre aux États-Unis puis retourne à Francfort six ans plus tard. Elle meurt à Haarlem ;
- Julie (1845-1872), retient l'attention de Johannes Brahms. Tuberculeuse, elle part se soigner dans le Sud où elle rencontre et épouse en 1869 le comte italien Vittorio Amadeo Marmorito di Radicati (au grand désespoir de Brahms qui écrira sa Rhapsodie pour voix d'alto, chœur d'hommes et orchestre à la suite de cette déception amoureuse). Après avoir mis au monde deux fils, elle meurt à Paris lors de sa troisième grossesse. Elle repose à la 71ième division du cimetière du Père-Lachaise ;
- Emil (1846-1847), décédé en bas âge ;
- Ludwig (1848-1899), accumule les retards scolaires et les échecs en apprentissage. Après une crise nerveuse en 1870, on lui diagnostique une faiblesse de la vue et une maladie de la moelle épinière. Clara le fait interner à l'asile d'aliénés de Colditz où il mourra aveugle ;
- Ferdinand (1849-1891), bon pianiste amateur, devient employé de banque à Berlin. Il épouse contre l'avis de sa mère Antonie Deutsch avec qui il aura sept enfants. Après des crises de rhumatismes aiguës il devient dépendant de la morphine. Sous le couvert d'un soutien financier, Clara arrache ses enfants à leur mère et les disperse[23] ;
- Eugénie (1851-1938), passe son enfance dans divers pensionnats puis rejoint sa mère et sa sœur Marie. En 1893 elle émigre à Londres avec sa compagne, la soprano Marie Fillunger. Elles rentrent en Suisse en 1914. Eugenie publie ses souvenirs en 1925 et une biographie de son père en 1931. Elle est enterrée à Interlaken avec sa sœur Marie et Marie Fillunger ;
- Felix (1854-1879), n'a pas connu son père puisqu'il naît alors que Robert est déjà à Endenich. Il tente malgré l'avis de Clara une carrière de musicien puis de poète. Il meurt de la tuberculose. Brahms composera des lieder sur trois de ses poèmes.

## Le «cas Schumann»

### La perspective historique
Bien que la vie de Schumann soit extrêmement bien documentée, la postérité l'a perçue dans une perspective distordue. Le premier biographe, Josef von Wasielewski, violoniste leipzigois ami du compositeur et un temps premier violon à Düsseldorf, a effectué un bon travail mais Clara l'a empêché de rencontrer Robert à Endenich. Au fil du temps, trois filtres ont été mis en place :
- Clara Schumann a publié la correspondance de jeunesse en supprimant certains passages révélateurs[25]. Elle a rédigé son journal en pensant à la postérité et ne s'est pas privée d'y inscrire certains événements après coup, comme les journées de février 1854. Elle a fait disparaître certains documents et même des compositions comme les cinq romances pour violoncelle et piano composées en 1853[26].
- Marie Schumann a supervisé la biographie de sa mère par Bertold Litzmann. Elle a caviardé des lettres, restreint l'usage du journal de Clara qu'elle a détruit par la suite, et contrôlé toute la rédaction. Son influence est aussi sensible dans la biographie de Schumann écrite par sa sœur Eugenie (qui avait trois ans lors du transfert de son père à Endenich).
- Wolfgang Boetticher, qui a publié en 1942 Robert Schumann in seinen Schriften und Briefen (« R. S. dans ses écrits et sa correspondance »)[27], était membre du parti national-socialiste puis des Waffen-SS et chef de la musikpolitische Verbindungsstelle du bureau Rosenberg, laquelle a certifié que Boetticher a « examiné tout le dossier Schumann dans l'optique de nos principes idéologiques »[28]. Or Boetticher, mort en 2002, a été considéré comme une autorité sur Schumann, bien après la période nazie.

### Les nouvelles publications
Les documents originaux ont été publiés il y a relativement peu de temps.
- les journaux de Schumann sont disponibles en totalité depuis 1987[29] dans une édition critique réalisée par Georg Eismann et Gerd Neuhaus ;
- l'édition critique de la correspondance de Schumann sous l'égide de la Société Schumann de Zwickau est en cours (8 volumes parus en 2010)[30] ;
- la correspondance de Robert et Clara Schumann est disponible depuis 2001[31] dans une édition critique réalisée par Eva Weissweiler ;
- le procès-verbal d'autopsie a été publié pour la première fois dans son intégralité en 1986[32] ;
- le Journal de maladie de Schumann, établi par les docteurs Richarz et Peters à Endenich est disponible intégralement depuis 2006[33] dans une édition critique sous la direction de Bernhard Appel.

### Personnalité

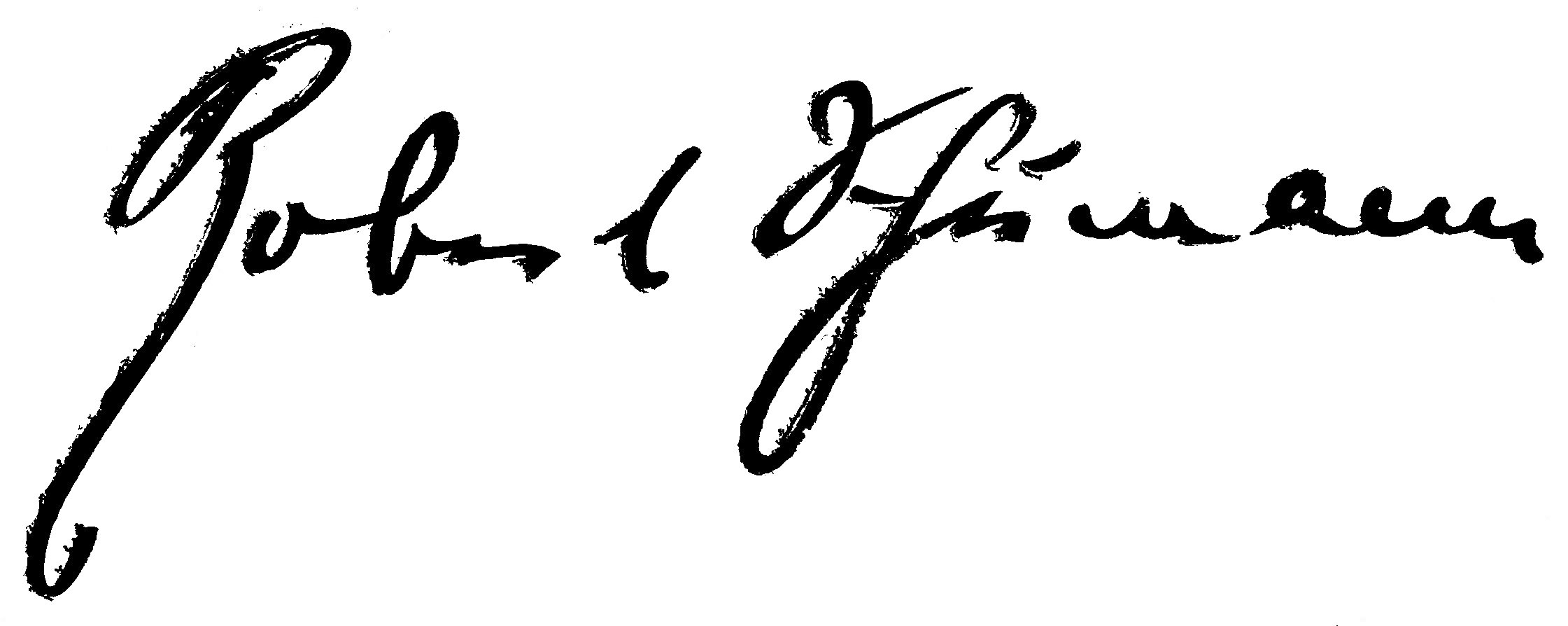
Signature de Schumann.

Bien des descriptions de la personnalité et de la maladie de Schumann dans des ouvrages anciens sont obsolètes, voire orientées.
Schumann, qui s'exprimait brillamment par écrit, était un médiocre orateur. Il était taciturne et s'exprimait d'une voix faible, voire inintelligible. Sa réaction à l'offense (ou ce qu'il percevait comme telle) était souvent de se lever et de quitter les lieux sans un mot.
Ses écrits révèlent un être cultivé, intelligent, perspicace, résolument ennemi de la médiocrité mais ouvert aux idées nouvelles et dépourvu de jalousie. Sa forte sensibilité tendait facilement à s'exacerber ; il était enclin à l'hypocondrie et souffrait de nombreuses phobies (des lieux élevés, des clés, des objets coupants, des hôpitaux psychiatriques…). Sa tendance appuyée à la mélancolie n'excluait pas l'humour qui chez lui pouvait être sec ou tendre, cinglant ou bienveillant. Introverti, il réagissait aux situations de tension nerveuse par la somatisation ou l'alcoolisme.

### La maladie de Schumann

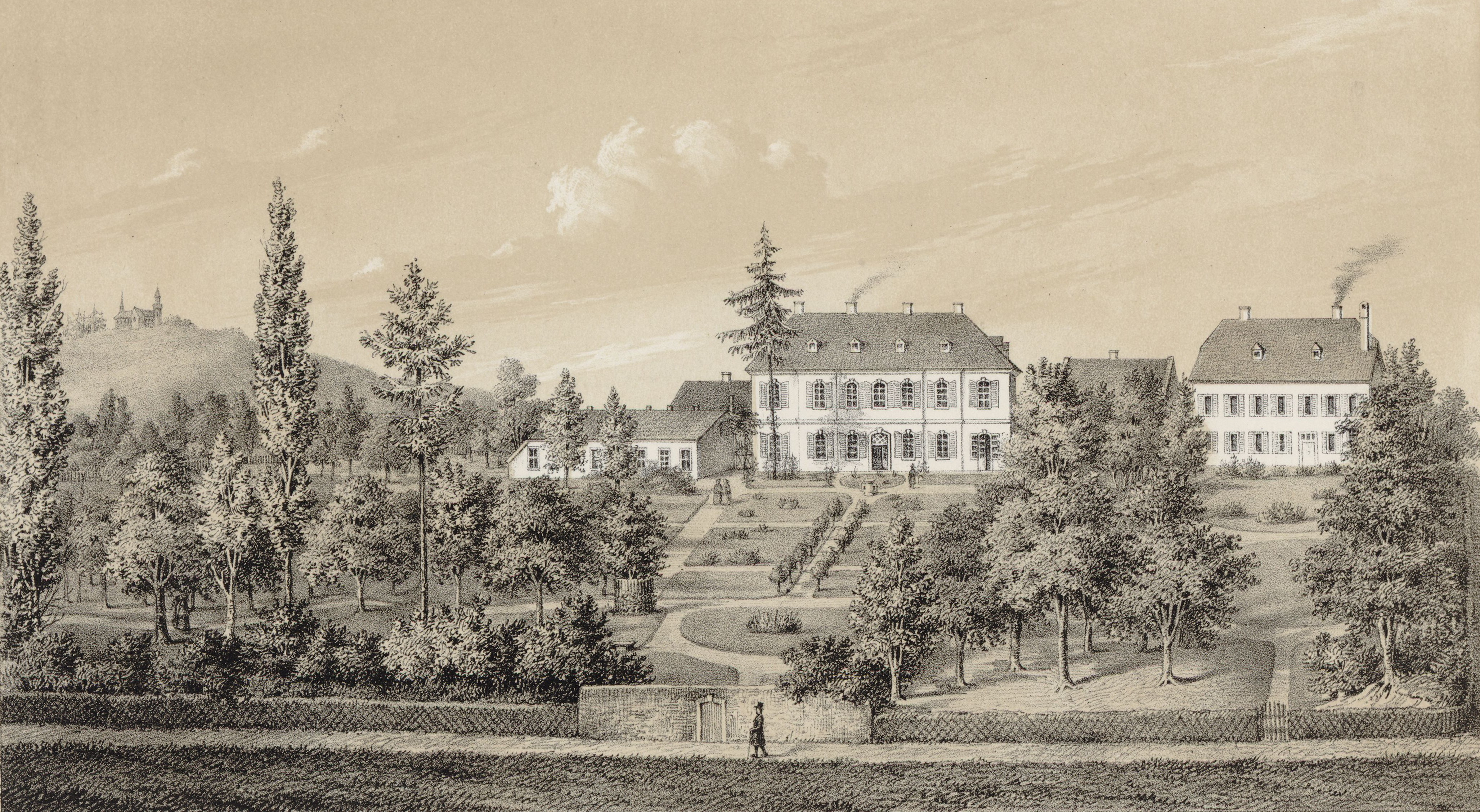
Maison de santé située à Endenich, près de Bonn (aujourd'hui un quartier de la ville), où fut soigné le compositeur du 4 mars 1854 au 29 juillet 1856, jour de sa mort.

Elle fait toujours l'objet de nombreuses spéculations. La description par Clara des événements de février 1854 a été écrite plusieurs mois après les faits. La tentative de suicide n'est attestée par aucun témoin direct (le violoniste Rupert Becker qui l'a racontée n'était pas présent à Düsseldorf ce jour-là) et n'est pas mentionnée dans les journaux de l'époque. La seule chose attestée est qu'il a quitté les lieux quand son médecin, le docteur Hasenclever, est allé parler directement à Clara sans passer le voir. Le psychiatre Uwe Peters est arrivé à la conclusion que Schumann aurait eu une crise de delirium tremens,.
Le fait qu'il soit allé volontairement à Endenich prête aussi à discussion. Sa phobie des institutions psychiatriques est attestée à plusieurs reprises et il a agressé physiquement ses gardiens à l'arrivée. Clara a toujours prétendu que les médecins s'opposaient à ce qu'elle rende visite à son mari. Cette interdiction n'est attestée nulle part ; au contraire, le docteur Richarz d'Endenich considérait le « contact des malades avec leur famille et d'autres personnes de leur entourage comme très salutaire ». Clara a contrôlé la correspondance de son mari pendant son internement et exercé un droit de contrôle sur les visites.
Richarz, qui souffrait lui-même de troubles de l'ouïe, n'était pas le plus à même de comprendre la psychologie de Schumann. Il recherchait systématiquement des signes de dérangement mental, par exemple lorsque Schumann lui demande « si Düsseldorf existe encore » après être resté des mois sans nouvelles des siens, ou lorsqu'il entend de la musique « dans sa tête », ce que Richarz interprète comme des hallucinations, ce qui suffisait à l'époque pour le maintenir enfermé.
Après la mort de Robert Schumann, Richarz a émis l'hypothèse de la syphilis, hypothèse soutenue tacitement par Clara Schumann et encore répandue de nos jours. Le procès-verbal d'autopsie ne vient pas à l'appui de cette hypothèse, ni le fait que Schumann n'a pas souffert de troubles de la mémoire et que son écriture ne s'est pas dégradée. Concernant son état mental, différents symptômes observables par les écrits du personnel de santé de l'époque ainsi qu'à travers ses correspondances appuient la théorie du trouble bipolaire. Le psychanalyste Udo Rauchfleisch conclura après sa mort à une psychose schizoïde. Une autre position est représentée par Uwe Peters qui, après étude des documents disponibles, émet l'hypothèse que Schumann n'était atteint d'aucune maladie mentale, bien qu'il ait été meurtri par sa relation devenue conflictuelle avec Clara, corroborant ainsi le jugement et la conviction de Bettina von Arnim.
Le dossier reste donc sujet à de nombreuses controverses.

## Instruments
L'un des instruments les plus connus dont jouait Robert Schumann était le piano à queue de Conrad Graf - un cadeau du facteur de piano à l'occasion du mariage de Robert et Clara en 1839. Cet instrument se trouvait dans l'atelier de Schumann à Düsseldorf et fut plus tard donné par Clara Schumann à Johannes Brahms. Après avoir changé de logement, il a été reçu par la Gesellschaft der Musikfreunde et peut maintenant être vu au Kunsthistorisches Museum de Vienne.

## Œuvre
Robert Schumann laisse un catalogue de 268 œuvres.

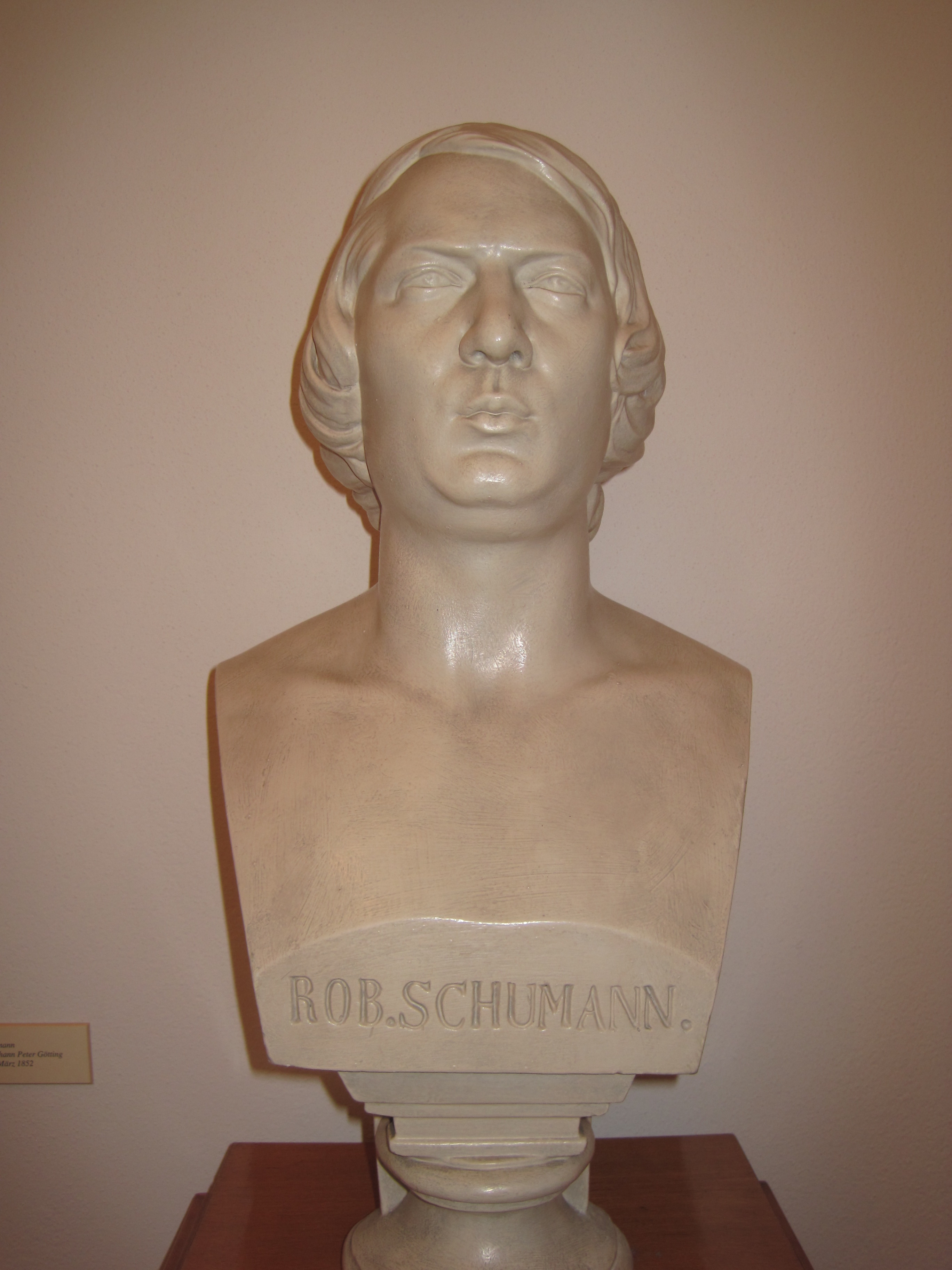
Buste de Robert Schumann.

Robert Schumann a abordé, avec un succès divers, presque tous les genres de son époque. Sa création est un point culminant du romantisme en musique, qui se caractérise par l'importance donnée à la subjectivité, en opposition avec l'universalisme de la période classique. Il est, après Schubert et avant Brahms, l'un des maîtres du lied, un genre romantique prisé dans les pays germaniques. Il assouplit les règles des formes classiques, ou s'en affranchit dans ses pièces courtes, mais au lieu de faire exploser le cadre et de tendre vers l'inflation des dimensions, comme ses successeurs romantiques ou post-romantiques, il évolue progressivement vers des formes plus resserrées, annonçant en cela l'impressionnisme de la musique française de la fin du siècle.

### Musique pour piano
Sa musique pour piano d'avant 1840 combine avec originalité l'influence de Schubert (les cycles de danses, les variations, la Wandererfantasie), des compositeurs virtuoses (Hummel, Ignaz Moscheles) et de la littérature (la Commedia dell'arte, E. T. A. Hoffmann, Jean Paul). Il s'éloigne des formes classiques – il ne compose que trois sonates et celles-ci sont peu orthodoxes sur le plan formel – et crée ses propres formes (Fantaisie op. 17, Humoreske op. 20, Carnaval de Vienne op. 26), accomplissant ainsi la mutation commencée par Beethoven et Schubert du classicisme vers le romantisme, tout en conservant le principe d'une œuvre en plusieurs mouvements qui lui permet de juxtaposer des pièces de caractère très contrasté. Il s'inscrit dans l'esthétique romantique, celle de Chopin ou de Liszt, avec les pièces de caractère que sont l’Arabesque op. 18, les Novellettes op. 21 ou les Fantasiestücke opus 12, où l'on retrouve l'univers onirique de Hoffmann.
La poésie présente dans ces pièces se retrouve, approfondie, dans les pièces pour piano de la deuxième période (1845-1854). La virtuosité démonstrative a disparu, l'introspection se fait plus profonde. Les Scènes de la forêt op. 82 font entrer l'univers des lieder dans sa musique pour piano, tendance qui se confirme avec les Chants de l'aube op. 133, composés en hommage à Hölderlin et dédiés à Bettina von Arnim, et qui préfigurent l'impressionnisme. Introspection et poésie se combinent dans les Variations en mi bémol (« Variations des esprits ») qu'il composa avant d'être interné à Endenich.
Il faut mentionner spécialement l'Album pour la jeunesse op. 68 et les Trois sonates pour la jeunesse op. 118 qui, outre leurs qualités pédagogiques (recherche d'une progression dans la gradation des difficultés, mélodies attractives), montrent un Schumann attaché à la poésie de l'univers de l'enfance.

### Lieder
Ici aussi, Schumann reprend le flambeau de Schubert. Alors que celui-ci visait à re-créer les poèmes de façon musicale, ce qui se traduisait par l'importance de la forme et la simplicité de l'accompagnement, Schumann vise plutôt à la traduction des sentiments, des réflexions. Ici aussi il libère la forme et confère un rôle nouveau au piano qui, de simple accompagnateur, introduit le chant, dialogue avec la voix et conclut. Certains de ses lieder, comme Der Nussbaum op. 25 no 3 ou Mondnacht op. 39 no 5 sont l'archétype du lied romantique d'atmosphère.
De Schubert il reprend également l'agencement des lieder en cycles, comme L'Amour et la vie d'une femme ou Les Amours du poète, et il développe le concept de recueils de lieder d'un seul poète, les Liederkreise qui n'ont pas le parcours discursif des cycles, mais décrivent l'univers d'un poète en mettant en correspondance ses diverses facettes, dans une architecture semblable à celle de ses recueils de pièces pour piano.
Après l'explosion de 1840, la composition de lieder se raréfie. Une seconde période commence en 1849, année Goethe qui voit entre autres la composition de lieder tirés de Wilhelm Meister op. 98a. L'atmosphère des lieder de cette période s'assombrit souvent, comme dans les lieder sur des textes de Lenau op. 90 (auxquels il adjoint un Requiem sur un texte vieux-catholique car il avait cru prématurément au décès du poète), ou ceux sur des textes d'Elisabeth Kuhlmann op. 104. La ligne mélodique se fait plus dépouillée, le piano plus suggestif. L'aboutissement de cette tendance est réalisé avec les cinq lieder sur des poèmes de Marie Stuart op. 135, composés en 1852.
Comme dans ses pièces pour piano, Schumann s'intéresse aussi à l'univers de l'enfance avec l'Album de chants pour la jeunesse op. 79, de 1849. Cet album regroupe des poésies simples – dont certaines de Hoffmann von Fallersleben — dans une mise en musique qui unit la simplicité, la naïveté (voulue) et aussi l'humour.
Les principaux poètes mis en musique par Schumann sont :
- Heine (43 lieder) ;
- Rückert (28 lieder) ;
- Geibel (25 lieder) ;
- Kerner (20 lieder) ;
- Goethe (19 lieder) ;
- Eichendorff (16 lieder) ;
- Lenau (6 lieder).

### Musique symphonique
La musique symphonique de Schumann se conçoit sur l'arrière-plan des symphonies de Beethoven qui à l'époque représentaient un sommet et aussi une impasse en partie puisque Beethoven lui-même avait introduit des solistes et un chœur dans le finale de sa Neuvième Symphonie. La découverte de la Grande symphonie en ut majeur de Schubert ouvrit de nouvelles perspectives, combinant au respect de la structure formelle une progression « romanesque » de mouvement en mouvement, mouvements liés entre eux par des relations thématiques et narratives. Autre élément typique, l'appel de cor initial, véritable devise qui influencera le début des symphonies no 1 et 3.
Schumann continuera sur cette voie, en associant la diversité de plusieurs mouvements, le lyrisme des thèmes et la progression épique du discours. Déjà établis dans la Symphonie no 1, ces principes sont variés dans la Symphonie no 3 « Rhénane », dont le programme sous-jacent fait penser à la Symphonie « Pastorale » de Beethoven, et la Symphonie no 4 dont les mouvements s'enchaînent attaca. L’Ouverture, scherzo et finale, que Schumann initialement voulait appeler Symphonette, est par nature plus disparate. C'est aussi le cas de la Symphonie no 2, qui compense une architecture moins unifiée par la puissance de ses thèmes.
Ces symphonies, dont le succès se répandit très vite, encouragèrent les travaux de Brahms mais aussi de Tchaïkovsky, Saint-Saëns et Vincent d'Indy.
L'orchestration a souvent été critiquée par la suite et Gustav Mahler ira même jusqu'à les réorchestrer, sans succès durable. De fait, Schumann comptait sur un orchestre relativement peu volumineux (une cinquantaine de musiciens) et le contrepoint des bois et des cuivres se fondait dans la tessiture centrale des cordes pour donner un son puissant. Avec un orchestre de cent musiciens, les cordes ont tendance à noyer le contrepoint des instruments à vent. Les enregistrements sous la direction de John Eliot Gardiner et de David Zinman, réalisés avec des orchestres dont les effectifs sont ceux que Schumann avait en vue, ont effectivement un relief particulier.
Ce qui fait défaut est plutôt le sens de la couleur instrumentale (qui sera porté à des sommets à la même époque par Hector Berlioz), de l'association indélébile d'un thème et d'un instrument comme le cor de l'appel initial ou la clarinette du thème de l'Andante dans la Grande symphonie en ut majeur  de Schubert. D'autant plus remarquable est l'utilisation du basson dans le mouvement lent de la Symphonie no 2.

### Musique de chambre
Pour ses Quatuors à cordes, Schumann ne prend pas appui sur les derniers quatuors de Beethoven, mais sur ses quatuors intermédiaires, ainsi que sur ceux de Haydn et Mendelssohn. Les deux premiers sont de structure classique, avec, dans la forme sonate, l'introduction d'éléments de développement dans l'exposition et une réexposition abrégée. Leur fait toutefois défaut l'originalité dont Schumann fait preuve dans sa musique pour piano. Elle se retrouve dans le troisième, tout empreint de l'esprit de la variation, y compris dans le scherzo qui prend une nouvelle dimension.
Sa musique de chambre avec piano (qu'il compose chronologiquement dans l'ordre quintette-quatuor-trios-duos) se caractérise par la variété des rapports entre le piano et les cordes. Ici aussi le point de départ est Beethoven, mais surtout Schubert (il écrit de remarquables articles sur les trios de ce dernier dans la Neue Zeitschrift für Musik). L'influence du Trio en mi-bémol D. 929 est sensible dans le Quintette pour piano et cordes, en mi  lui aussi, tout particulièrement dans le mouvement lent. Les deux premiers trios de Schumann ont paradoxalement une texture instrumentale plus serrée, quasi-orchestrale, qui laisse peu de place au développement mélodique et donc utilisent des motifs brefs agencés avec ingéniosité. La texture s'allège pour le troisième trio op. 110 où on retrouve un langage presque schubertien. À la diversité de ton des premières œuvres Schumann substitue graduellement plus de concentration, pour arriver dans ses Sonates pour piano et violon (no 1 et no 2) à une utilisation kaléidoscopique de quelques motifs obsessionnels.
À côté des œuvres de musique de chambre à la structure classique, Schumann composa nombre d’œuvres de forme libre (Fantasiestücke, Märchenbilder etc.) où le piano est associé au cor, à la clarinette, au hautbois, au violoncelle, à l'alto… Ici aussi il brise le schéma formel en faveur du lyrisme et d'une conception poétique de l’œuvre. L'attirance vers les cordes graves que l'on remarque déjà dans sa musique « formelle » s'exprime pleinement ici.

### Musique concertante
Comme pour la musique de chambre, on retrouve deux volets : les concertos formels (pour piano, violoncelle et violon) et les œuvres concertantes de forme libre.
Le Concerto pour piano en la mineur op. 54, s'est imposé comme un des grands concertos du répertoire. Il s'inscrit dans la lignée des concertos de Beethoven et de leur conception symphonique. L'orchestration est plus aérée que celle des symphonies, avec une attention particulière portée aux bois. Le premier mouvement, conçu au départ comme une fantaisie, est d'une forme sonate très libre avec un riche travail thématique et inclut une cadence virtuose pour le soliste. La variété du dialogue entre le piano et l'orchestre se poursuit dans les deux mouvements suivants qui, bien que composés quatre ans plus tard, n'offrent pas de rupture avec le premier. Le lyrisme des thèmes et la dimension symphonique auront des prolongements dans les concertos de Brahms, le plan général et de nombreux détails inspireront le concerto d'Edvard Grieg.
Le Concerto pour violoncelle op. 129, en la mineur lui aussi, date d'octobre 1850. Contrairement au concerto pour piano il fut composé en un temps très court, et n'eut pas d'exécution publique du vivant du compositeur. C'est le premier grand concerto pour violoncelle après ceux de Haydn, et il ouvre la voie à celui de Dvořák, qui reprendra l'idée d'une cadence dans le troisième mouvement. La conception symphonique du concerto pour piano est reprise en ce qui concerne les rapports du soliste et de l'orchestre, mais on retrouve aussi la qualité de la musique de chambre avec violoncelle de Schumann, où les qualités mélodiques de l'instrument sont particulièrement mises en évidence. Une version pour violon, où la partie de soliste a été arrangée par Schumann pour Joachim, a été retrouvée et publiée en 1987. En dépit de débuts difficiles, le concerto pour violoncelle a lui aussi trouvé une place définitive au répertoire.
Ce n'est pas encore le cas du Concerto pour violon, composé en 1853 pour Joseph Joachim. L'enthousiasme initial de Joachim pour l'œuvre se rafraîchit rapidement ; Clara et lui décidèrent de ne pas le publier, sous prétexte qu'il portait la marque du déclin mental du compositeur. En fait Joachim a dû être dissuadé par l'absence de cadence et une partie soliste qui, située le plus souvent dans les registres médian et grave, offre peu d'occasions de briller tout en étant d'une grande difficulté, tandis que pour Clara le finale aux accents de polonaise ne cadrait pas avec la légende tragique qu'elle propageait. Le soliste et l'orchestre, opposés dans le premier mouvement, se rapprochent progressivement. Au travail thématique proprement dit, Schumann substitue des variations harmoniques. La complexité de l'écriture culmine dans le finale, qui exploite le thème de polonaise dans une structure qui combine forme sonate et rondo avec des rappels thématiques des mouvements précédents. Dans cette œuvre Schumann annonce l'expressionnisme. Pour la création en 1937, la partie soliste avait été révisée — anonymement — par Paul Hindemith. En 1988, Thomas Zehetmair l'a enregistré dans une stricte fidélité au manuscrit. Depuis, divers solistes s'y sont intéressés, entre autres Gidon Kremer et Renaud Capuçon.

### Œuvres dramatiques
Schumann n'a composé qu'un opéra, Genoveva, d'après une légende médiévale déjà adaptée sous forme dramatique par Ludwig Tieck et Friedrich Hebbel. Il en écrivit lui-même le livret et composa la musique entre avril 1847 et août 1848. La première eut lieu le 25 juin 1850 à Leipzig sous la direction du compositeur. L'œuvre ne connut qu'un succès d'estime et, malgré quelques reprises ponctuelles (dont celle de 2008 à l'Opéra de Zurich sous la direction de Nikolaus Harnoncourt) n'a pas réussi à s'établir au répertoire. L'intrigue se base sur la légende de Geneviève de Brabant. Schumann en a ôté les ressorts dramatiques (l'enfant, les domestiques attendris, les années de survie de Geneviève, la rencontre « miraculeuse », la condamnation de Golo…), et leur a substitué un merveilleux médiéval douceâtre et une magie noire qui est loin d'avoir la force de celle du Freischütz de Weber. La musique est plutôt statique et l'ouverture est dépourvue de la tension qui caractérise les meilleures ouvertures de Schumann.
C'est libérée de la contrainte de la scène que la musique dramatique de Schumann est la plus convaincante. L'oratorio Le Paradis et la Péri op.50 transpose à l'orchestre et aux chœurs la fluidité de ses œuvres pour piano, alors que les parties solistes rappellent l'écriture de ses lieder. Le thème qui combine un exotisme à la mode de l'époque et une religiosité naïve fait toutefois obstacle à un dialogue entre le compositeur et l'auditeur qui ne peut s'établir comme cela pouvait être le cas dans l'inachevé Lazarus de Schubert. Cette œuvre eut toutefois un grand succès au XIXe siècle.
Dans le même genre, avec un texte tout aussi désuet aujourd'hui, Le Pèlerinage de la rose op. 112, eut un succès à peine moindre, en dépit d'une écriture moins originale.
L'ouverture de Manfred op. 115 est, elle, une des œuvres orchestrales les plus jouées de Schumann, et se situe au même niveau de dramatisme que les grandes ouvertures de Beethoven ou de Weber. Le mélodrame lui-même, sur un texte de Lord Byron, souffre des problèmes du genre, mais la musique retrouve le ton des grandes ballades.
Les Scènes de Faust WoO3 ne furent ni éditées ni jouées en totalité du vivant du compositeur. Composées à Dresde et destinées initialement aux célébrations du centenaire de Goethe en 1849, l'ouverture leur fut adjointe à Düsseldorf. Elles montrent l'évolution de Schumann de l'oratorio encore mendelssohnien du Paradis et la Péri vers les grandes partitions pour solistes, chœur et orchestre de la fin du siècle (Mahler, mais aussi Pfitzner voire Schönberg).

## Film
En 1947, Clarence Brown tourne Passion immortelle. Peter Schamoni a réalisé en 1983, Frühlingssinfonie (« La Symphonie du printemps »), biographie romancée relatant la relation du compositeur avec Clara de leur rencontre jusqu'à leur mariage, avec Nastassja Kinski et Herbert Grönemeyer. Les biographes et historiens insistent sur la romantisation faite par Peter Schamoni.
Un autre film est celui d'Helma Sanders-Brahms, intitulé Clara, sorti en 2008, basé sur l'anecdote qui en dit long sur la société et la place des femmes à l'époque. Clara dirige la 3e symphonie (Die Rheinische) à Düsseldorf devant un orchestre misogyne. Le compositeur est alité, car malade. Clara le sonde et prend la baguette. Elle subit alors une grève de la part des musiciens, en raison de sa condition féminine. Mais l’œuvre est tout de même jouée.

## Des enregistrements faits avec des instruments de l'époque de Schumann
- Jörg Demus. Robert Schumann, Clara Schumann. Schumann's Clavier. Pianoforte Conrad Graf de 1839
- Alexander Melnikov. Robert Schumann. Piano Concerto. Pianoforte Erard de 1837, Streicher 1847
- Penelope Crawford. Robert Schumann. Kinderszenen Op.15 - Abegg Variations Op.1. Pianoforte Conrad Graf de 1835

## Hommages
L'astéroïde (4003) Schumann, découvert en 1964, est nommé en son honneur.

### Sources
- André Boucourechliev, Schumann, Seuil, 1963 (SUDOC 009943404), p. 10
- (de) Eva Weissweiler, Clara Schumann : Eine Biographie, Munich, Hoffmann und Campe, 1991 (réimpr. 2001), 395 p. (ISBN 3-455-08332-3, OCLC 728073000)
- (de) Udo Rauchfleisch, Robert Schumann : Eine psychoanalytische Annäherung, Vandenhoeck & Ruprecht, 2004, 192 p. (ISBN 3-525-01627-1, lire en ligne)
- (de) Martin Geck, Robert Schumann : Mensch und Musiker der Romantik, Munich, Siedler, 2010, 299 p. (ISBN 978-3-641-04721-4 et 3-641-04721-8, OCLC 984941487, lire en ligne)

#### Bases de données et dictionnaires
- Ressources relatives à la musique :   - International Music Score Library Project
  - AllMusic
  - Bait La Zemer Ha-Ivri
  - Bayerisches Musiker-Lexikon Online
  - Carnegie Hall
  - Discography of American Historical Recordings
  - Discogs
  - Grove Music Online
  - MusicBrainz
  - Musopen
  - Muziekweb
  - Operone
  - Répertoire international des sources musicales
  - VGMDb
- Ressources relatives au spectacle :   - Archives suisses des arts de la scène
  - Les Archives du spectacle
  - Internet Broadway Database
  - Kunstenpunt
- Ressources relatives à la recherche :   - The Academic Family Tree
  - Bibliothèque interuniversitaire de santé
  - Biographisches Archiv der Psychiatrie
  - Isidore
- Ressources relatives à l'audiovisuel :   - American Film Institute
  - Filmportal
  - IMDb
- Ressources relatives aux beaux-arts :   - AGORHA
  - British Museum
- Ressource relative à la santé :   - Bibliothèque interuniversitaire de santé
- Ressource relative à plusieurs domaines :   - Radio France
- Ressource relative à la bande dessinée :   - Comic Vine
- Notices dans des dictionnaires ou encyclopédies généralistes :   - Britannica
  - Brockhaus
  - Den Store Danske Encyklopædi
  - Deutsche Biographie
  - Enciclopedia De Agostini
  - Enciclopédia Itaú Cultural
  - Gran Enciclopèdia Catalana
  - Hrvatska Enciklopedija
  - Internetowa encyklopedia PWN
  - Larousse
  - Nationalencyklopedin
  - Store norske leksikon
  - Treccani
  - Universalis
- Notices d'autorité :   - VIAF
  - ISNI
  - BnF (données)
  - IdRef
  - LCCN
  - GND
  - Italie
  - Japon
  - CiNii
  - Espagne
  - Pays-Bas
  - Pologne
  - Israël
  - NUKAT
  - Catalogne
  - Suède
  - Vatican
  - Canada
  - WorldCat

### Partitions
- Partitions libres de Robert Schumann dans Choral Public Domain Library (ChoralWiki)